# توم یام

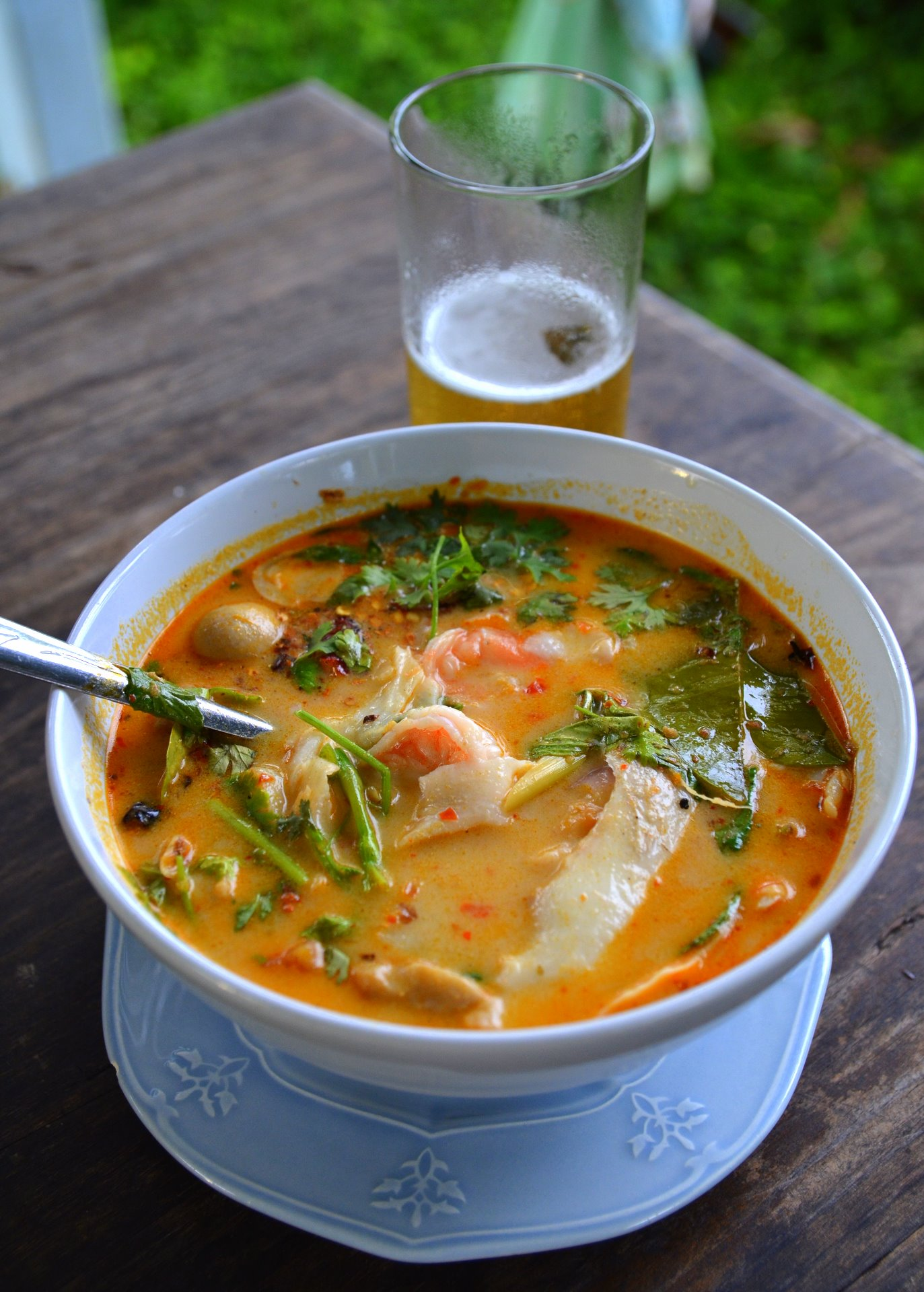
«توم یام کونگ مافرائو آن نام خون»؛ آنگونه که در شهر «اُتارادیت» تایلند سرو می‌شود.

توم یام (تایلندی: ต้มยำ؛ آرتی‌جی‌اس: tom yam؛  tôm.jām ()) نوعی سوپ تایلندی است که معمولاً با میگو تهیه می‌شود.
این غذا، طعمِ ترش و تندی دارد و انواع متفاوتی از ادویه و سبزیجات در آن بکار می‌رود که برخی از آنها عبارتند از برگ‌های کفیر لایم، گالانگال، عصارهٔ لیموترش سبز و فلفل تند. در این سوپ به‌جای میگو، گاهی از گوشت گاو، گوشت مرغ یا گوشت خوک هم استفاده می‌شود.
علاوه بر کشور تایلند، طبخ این سوپ در کشورهای مجاور همچون کامبوج، برونئی، مالزی و سنگاپور هم رواج دارد و در سال‌های اخیر در سرتاسر جهان نیز شهرت یافته است.
گاهی از «بحران مالی آسیا در سال ۱۹۹۷» که سرآغازِ آن از کشور تایلند بود، تحتِ عنوانِ «بحران مالی تام یانگ کونگ» یاد می‌شود.
در سال ۲۰۱۱ میلادی، کارشناسان غذایی سی‌ان‌ان، در مقاله‌ای تحت عنوانِ «۵۰ غذای خوشمزهٔ دنیا»، «توم یام کونگ» را به عنوان هشتمین غذای خوشمزهٔ جهان برگزیدند.

## برخی انواع متداول
توم یام انواع متفاوتی دارد که برخی از آنها عبارتند از:
- توم یام گونگ: گردشگران و مسافران خارجی، این نوع «توم یانگ» را که با میگو تهیه می‌شود، بیش از سایر انواع آن دوست دارند.
- توم یام پلا: با گوشت ماهی تهیه شده و به همراه برنج خورده می‌شود.
- توم یام گائی: با گوشت مرغ طبخ می‌شود.
- توم یام پو تائک: برای پخت آن، ترکیبی از خوراک دریایی همچون میگو، ماهی، صدف دوکفه‌ای و «ماهی مرکب» بکار گرفته می‌شود.
- توم یام نام خون: با گوشت میگو و شیر یا شیر نارگیل پخته می‌شود.
- توم یام کونگ مافرائو آن نام خون: با گوشت میگو، تکه‌های نارگیل و کمی شیر نارگیل طبخ می‌شود.
- توم یام خا مو: با گوشت ران خوک پخته می‌شود و برای تهیه آن باید غذا را به مدت طولانی، با حرارت پائین پخت.